# Węglowodany
Węglowodany, sacharydy – w ścisłym znaczeniu są to organiczne związki chemiczne składające się z atomów węgla oraz wodoru i tlenu, w takiej proporcji, że na każdy atom węgla przypadają dwa atomy wodoru i jeden tlenu, o ogólnym wzorze sumarycznym: Cn(H2O)n. W szerszym znaczeniu zalicza się do nich ich pochodne otrzymywane w wyniku redukcji lub utleniania ich grup hydroksylowych lub karbonylowych, a także wymianę jednej lub więcej grup hydroksylowych na atom wodoru lub inne grupy organiczne. 
Węglowodany w ścisłym znaczeniu są aldehydami i/lub ketonami, zawierającymi grupy hydroksylowe przy większości atomów węgla, dzięki czemu są one zdolne do tworzenia wewnątrz- i międzycząsteczkowych wiązań półacetalowych i acetalowych. W organizmach żywych pełnią rolę głównego źródła energii w procesach metabolizmu, a także materiału budulcowego roślin i zwierząt. Ich pierwotnym źródłem w naturze są procesy fotosyntezy.

## Klasyfikacja chemiczna
Ze względu na złożoność budowy chemicznej węglowodany w ścisłym znaczeniu dzieli się na:
- monosacharydy - związki, które nie ulegają hydrolizie na prostsze węglowodany
- sacharydy złożone, które ulegają hydrolizie na prostsze węglowodany i które dalej dzieli się na:
  - oligosacharydy - zbudowane przez połączenia wiązaniami półacetalowymi od dwóch do dziesięciu monosacharydów.
  - polisacharydy - zbudowane z połączenia ponad dziesięciu monosacharydów.

## Nazewnictwo w dietetyce i przemyśle spożywczym
Określenie „cukry” jest powszechnie używane w celu opisania monosacharydów i disacharydów w żywności, z wyjątkiem alkoholi wielowodorotlenowych. Występuje więc na amerykańskich i europejskich etykietach i w bazach danych (np. USDA National Nutrient Database) produktów spożywczych. Słowo „węglowodany” (w terminologii ang. „available carbohydrate”) oznacza zaś wszelkie węglowodany podlegające procesom metabolizmu w organizmie człowieka, łącznie z alkoholami wielowodorotlenowymi. Nie zalicza się więc do nich nieprzyswajalny błonnik. Pojęcie „suma węglowodanów” (ang. total carbohydrates) uwzględnia wszystkie rodzaje węglowodanów niezależnie od ich właściwości fizjologicznych i odżywczych oraz od zmiennej zawartości w żywności substancji niewęglowodanowych. Zawartość takiej sumy węglowodanów wyznaczana jest jako różnica sumy wszystkich pozostałych składników (wody, białka, tłuszczu, popiołu oraz alkoholu) (stąd też ang. carbohydrate by difference).

## Monosacharydy
Cukry proste ze względu na liczbę atomów węgla w pojedynczej cząsteczce dzieli się na:
- triozy o 3 atomach węgla, np. aldehyd glicerynowy,
- tetrozy o 4 atomach węgla, np. treoza,
- pentozy o 5 atomach węgla, np. ryboza, rybuloza,
- heksozy o 6 atomach węgla, np. glukoza, galaktoza i fruktoza,
- heptozy o 7 atomach węgla, np. sedoheptuloza.

Większość biologicznie ważnych monosacharydów ma 5 lub 6 atomów węgla, choć w fizjologii komórek (fotosynteza, cykl Krebsa) znaczenie mają też monosacharydy 3- i 4-węglowe, a spotyka się też monosacharydy i ich pochodne o większej niż 6 liczbie atomów węgla.
Monosacharydy można także podzielić na:
- aldozy, w których występuje grupa aldehydowa (-CHO), np. deoksyryboza, ryboza, glukoza, galaktoza,
- ketozy, w których występuje grupa ketonowa (=C=O), np. rybuloza, fruktoza.

Wszystkie monosacharydy posiadają właściwości redukcyjne, czyli dają pozytywny wynik prób zarówno Tollensa, jak i Trommera. Grupa aldehydowa w aldozach redukuje odczynniki Tollensa i Trommera, ulegając jednocześnie utlenieniu do grupy karboksylowej. W środowisku zasadowym podczas ww. prób ketozy ulegają reakcji enolizacji, tworząc epimery – dwie aldozy i jedną ketozę; powstające aldozy dają wynik pozytywny prób.
Prawie wszystkie monosacharydy występujące naturalnie są optycznie czynne. Zwykle tylko jeden z dwóch stereoizomerów jest biologicznie aktywny.

## Węglowodany złożone
Węglowodany złożone powstają w wyniku połączenia wiązaniami glikozydowymi dwóch lub więcej cząsteczek cukrów prostych. Hydroliza cukrów złożonych prowadzi do rozerwania wiązań glikozydowych. Przebiega ona jednak tym trudniej, im dłuższy jest łańcuch cukrowy i im bardziej jest on rozgałęziony.
Cząsteczki cukrów mogą się łączyć wiązaniami glikozydowymi na dwa sposoby:
- typ α – cząsteczki są zwrócone tą samą stroną do góry, np. w cząsteczkach maltozy i skrobi; ten typ wiązania warunkuje charakterystyczne wygięcie łańcucha polisacharydów
- typ β – cząsteczki są zwrócone raz jedną, raz drugą stroną do góry.

Polisacharydy w których dominują wiązania β (np. celuloza i celobioza) tworzą liniowe łańcuchy, które blisko do siebie przylegają i są powiązane licznymi wiązaniami wodorowymi, co powoduje, że stają się one nierozpuszczalne w wodzie i odporne mechanicznie. Natomiast skrobia, w której dominują wiązania α jest o wiele łatwiej rozpuszczalna i jej całkowita hydroliza jest możliwa dzięki kwasom i enzymom.

### Disacharydy
Disacharydy (dwucukry) zbudowane są z reszt 2 cukrów prostych. Zalicza się do nich np. sacharozę, laktozę, maltozę, celobiozę, rutynozę. Większość disacharydów (z wyjątkiem sacharozy) wykazuje właściwości redukcyjne.

### Polisacharydy
Do polisacharydów zalicza się: skrobię, glikogen, celulozę, pektynę, chitynę, a także wiele pochodnych cukrów.
Polisacharydy nie wykazują właściwości redukcyjnych. Wiąże się to z bardzo małą liczbą wolnych grup funkcyjnych w długich łańcuchach cukrowych.

## Funkcje węglowodanów
Węglowodany spełniają w organizmach następujące funkcje:
- energetyczne – np. całkowite utlenienie 1 mola glukozy do CO
2 w komórce pozwala uzyskać 36 moli ATP, a zysk energetyczny tej reakcji wynosi 2872 kJ[9].
- zapasowe – u roślin magazynem energii jest głównie skrobia i inulina, a u zwierząt (w tym ludzi) glikogen
- transportowa – u roślin transportową formą cukru jest sacharoza, a u zwierząt oraz ludzi glukoza
- budulcowa (celuloza, hemiceluloza, chityna (pochodna węglowodanów))
- wchodzą w skład DNA i RNA, stanowią modyfikację niektórych białek.
- hamują krzepnięcie krwi – heparyna
- są materiałem energetycznym (fruktoza) i odżywczym (maltoza, laktoza, rafinoza).

Cukry i alkohole cukrowe są podstawową postacią (60%-95%), w jakiej transportowany jest węgiel u roślin. U większości roślin funkcję tę pełni sacharoza, czasem będąc praktycznie jedynym węglowodanem transportowym. W mniejszym stopniu funkcję tę pełnią rafinoza, stachyioza, gencjanoza, umbelliferoza i fruktan, niejasny jest zaś status fruktozy. Z alkoholi cukrowych istotne w transporcie węgla wewnątrz roślin są sorbitol i mannitol.

## Trawienie i wchłanianie
Monosacharydy są wchłaniane bez wcześniejszej obróbki chemicznej. Disacharydy ulegają trawieniu pod wpływem enzymów rąbka szczoteczkowego. Skrobia jest trawiona za pomocą α-amylazy. Niektóre węglowodany mogą być trawione w wyniku fermentacji prowadzonej przez mikroorganizmy żyjące w przewodzie pokarmowym.

### Przyswajalność węglowodanów przez człowieka
Z żywieniowego punktu widzenia węglowodany można podzielić na przyswajalne przez człowieka (np. skrobia, fruktoza) i nieprzyswajalne, tj. błonnik zwany włóknem pokarmowym. W skład błonnika wchodzą celuloza, pektyny oraz inne nietrawione przez człowieka związki mające korzystny wpływ na układ pokarmowy.

## Pochodne węglowodanów
Pochodnymi węglowodanów nazywane są cukry, których grupy hydroksylowe monomerów zostały zastąpione przez inne grupy funkcyjne, np. chityna (grupy acetyloaminowe), pektyny (zawiera jednostki kwasu galakturonowego, częściowo zmetylowanego) i heparyna (grupy aminowe i siarczanowe).

## Przykładowe wzory chemiczne

Trioza: aldehyd D-glicerynowy
Tetroza: β-D-treofuranoza
Pentoza: β-D-arabinofuranoza
Heksoza: β-D-fruktofuranoza